# Пожаревац
По̀жаревац (на сръбски: Пожаревац или Požarevac) е град в източна Сърбия, на около 60 km югоизточно от Белград. Административен център е на Браничевски окръг, Град Пожаревац и Градска община Пожаревац.
Известен е като родно място на бившия югославски президент Слободан Милошевич, който обаче е по произход от Васоевичи.

## География
Градът е разположен между долните течения на реките Велика Морава и Млава, на 13 km южно от десния бряг на река Дунав. Отстои на 81,8 km югоизточно от сръбската столица Белград, на 29 km източно от град Смедерево, на 95 km североизточно от град Крагуевац и на 194 km северозападно от град Ниш.

## История
По време на Първата световна война (1915 – 1918) от 30 септември 1915 г. градът е под български контрол и носи името Пожарево. Към 1917 г. има население от 13 400 души. Край града са погребани 66 български войници и офицери от Първата световна война.

## Население
Според преброяването на населението от 2011 г. Пожаревац има 42 963 жители.

### Демографско развитие
- Графика. Промени в броя на жителите през годините. Обхваща периода 1948 – 2011 г.[4][5]

### Етнически състав
Данните за етническия състав на населението са от преброяването през 2002 г.
| Народност                | 2002 г.       | 2002 г. |
| ------------------------ | ------------- | ------- |
| сърби                    | 38 663 жители |         |
| цигани                   | 644 жители    |         |
| югославяни               | 237 жители    |         |
| черногорци               | 205 жители    |         |
| македонци                | 107 жители    |         |
| власи                    | 86 жители     |         |
| хървати                  | 67 жители     |         |
| унгарци                  | 36 жители     |         |
| румънци                  | 36 жители     |         |
| мюсюлмани                | 34 жители     |         |
| словенци                 | 28 жители     |         |
| българи                  | 27 жители     |         |
| албанци                  | 21 жители     |         |
| руснаци                  | 10 жители     |         |
| германци                 | 7 жители      |         |
| словаци                  | 6 жители      |         |
| украинци                 | 4 жители      |         |
| чехи                     | 3 жители      |         |
| бошняци                  | 3 жители      |         |
| буневци                  | 2 жители      |         |
| русини                   | 2 жители      |         |
| други                    | 21 жители     |         |
| неизяснени               | 284 жители    |         |
| регионална принадлежност | 4 жители      |         |
| неизвестно               | 1199 жители   |         |

## Личности
Тук е роден Слободан Милошевич, макар че и двете семейства – на Милошевич, и на съпругата му Миряна Маркович не са с местен произход. Бащата на Милошевич Светозар е от село Леворечки Тузи, Северна Черна гора, а майка му Станислава също е черногорка. Малко преди началото на Втората световна война родителите на Милошевич се местят в Пожаревац.
Родители на Миряна Маркович са партизанският комисар Мома Маркович (родом е от село Попович, Северна Шумадия, днес в крайградската белградска община Сопот) и Вера Милетич, комунистическа функционерка от изявен и известен комунистически род. Миряна е отгледана от дядо си и баба си в Пожаревац, в къщата на генерал от времето на Карагеорги Петрович. Родителите на майка ѝ, преди и по време на Втората световна война, се грижат в Пожаревац за селското стопанство на виден белградски индустриалец.
Известната сръбска художничка Милена Павлович-Барили е родена в Пожаревац.
Това е и родният град на кралицата на сръбския турбо фолк Драгана Миркович.

## Галерия
- Изглед от Пожаревац
- Парк в Пожаревац
- Центърът на Пожаревац
- Регионален исторически музей
- Национален Парк „Чачалица"
- Галерия Милена Павлович Барили в родната си къща в Пожаревац